# برآمدن پول: تاریخ مالی جهان
برآمدن پول تاریخ مالی جهان (به انگلیسی: The Ascent of Money: A Financial History of the World) یکی از آثار نیل فرگوسن (به انگلیسی: Niall Ferguson) است که اولین بار در سال ٢٠٠٨ منتشر شد.به صورت کلی نیل فرگوسن در این کتاب سعی دارد پیچیدگی های نهادهای مالی و اصطلاحات علمی و فنی مدرن مربوط به علم مالیه را برای مخاطب توضیح دهد، آنگونه که درکش آسان شود.از نظر فرگوسن قدم اول این است که منبع این پیچیدگی ها را دریابیم. چون اگر خاستگاه های یک نهاد یا ابزار را درک کنیم راحتتر می توانیم به نقش امروزی اش پی ببریم. به همین ترتیب، ماهیت اجزای پایه ای تشکیل دهنده نظام مالی مدرن به ترتیب به وجود آمدنشان توضیح داده می شود.در فصل اول،نویسنده به صعود پول و اعتبار می پردازد.فصل دوم به بازار اوراق قرضه ،فصل سوم بورس اوراق بهادار،فصل چهارم مربوط به بیمه، فصل پنجم بازار املاک و مستغلات، فصل ششم صعود، سقوط و مالیه بین‌الملل می پردازد.کتاب را شهلا طهماسبی به فارسی ترجمه کرده‌است.